# ブラチスラヴァ・トロリーバス
ブラチスラヴァ・トロリーバス（スロバキア語: Trolejbusová doprava v Bratislave）は、スロバキアの首都であるブラチスラヴァを走るトロリーバス。2021年現在は路面電車（ブラチスラヴァ市電）や路線バスと共に、ブラチスラヴァ市が全株を所有するブラチスラヴァ交通企業会社によって運営されている。

## 歴史

### 初代
ブラチスラヴァ市内における電気交通は1895年に開通した路面電車（ブラチスラヴァ市電）であったが、その建設過程の中で路面電車より安価で敷設可能な電気交通であるトロリーバスが注目を集めた。この路線はプラスズカ通り（Pražskú ulicu）を経由する全長5.8 kmの路線で、1909年7月19日から営業運転を開始した。車両については6両の旅客用車両（定員24人）と1両の貨物用車両が用意されたが、貨物用車両については営業運転の開始初年に旅客用に改造された。
だが、営業初年度こそ高い利益を達成したもののそれ以降は利用客が伸びず、運営事業者は大幅な損失を記録し、1912年以降は冬季の運航を休止する事態となった。そして1915年、財政面や頻発する車両故障に加えて第一次世界大戦の勃発などが影響し、このトロリーバス路線は廃止され、運営事業者も解散した。

### 2代目
ブラチスラヴァ市内に再度トロリーバスを建設する計画が立てられたのは1930年代後半であり、1941年から建設が始まった後、同年7月31日から路線バスに代わってM号線で営業運転を開始した。続いて同年10月1日からP号線が、1943年にはH号線がそれぞれ路線バスを置き換える形で開通したが、これらの路線は第二次世界大戦の影響を受け、日曜日の営業運転が停止する事態となり、空襲やドイツ軍による破壊により甚大な被害を受け、終戦後はこれらの復旧が行われた。また、それに先立つ1944年には系統名がアルファベットから数字（M号線→11号線、P号線→12号線、H号線→13号線）に変更されている。
終戦直後は深刻な輸送力不足に直面し、プラハ（プラハ・トロリーバス）からの譲渡車両で対応する事態にもなったが、1950年代以降はシュコダやタトラ製のトロリーバス車両の導入が実施されるようになった。路線に関しても1950年以降再度積極的な延伸が進められた。1960年代後半からはモータリーゼーションの影響で一部区間が路線バスに置き換えられたが、1970年代のオイルショックによる石油価格の上昇を受けて化石燃料の消費を抑えられる電気交通が見直されるようになり、1980年代からチェコスロバキア末期まで再度路線網の拡大が実施された。
ビロード離婚後のスロバキア共和国成立後も引き続き新規路線の開通が行われ、1999年時点で13系統を有していたが、同年に系統の再編が実施され、2021年現在は後述の通り11系統が存在する。一方で2012年や2013年には一部系統の延伸が実施されている。車両については2003年から導入が実施されたシュコダ21Tr以降ノンステップバスの導入が進められている。

## 系統

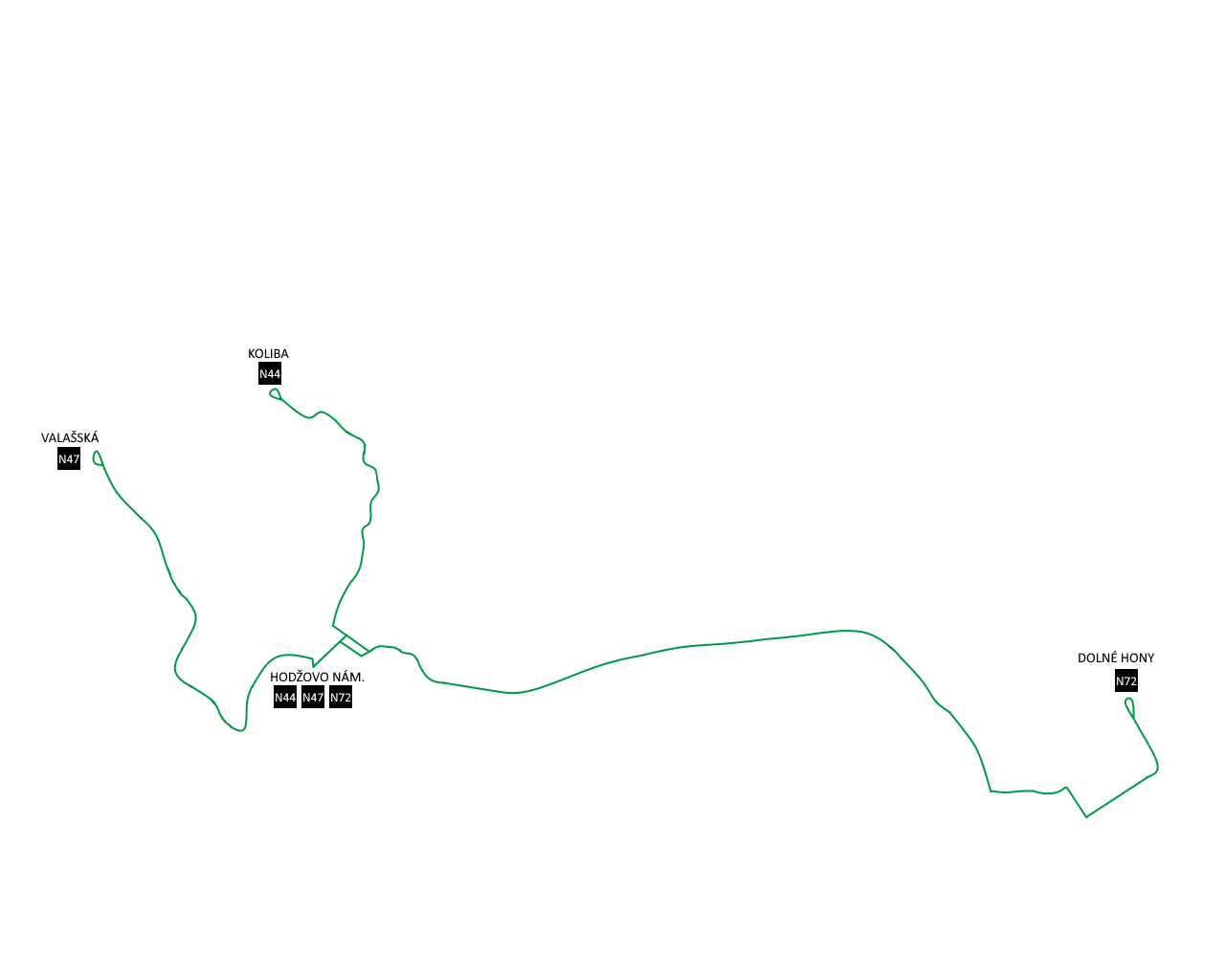
路線図（深夜系統）

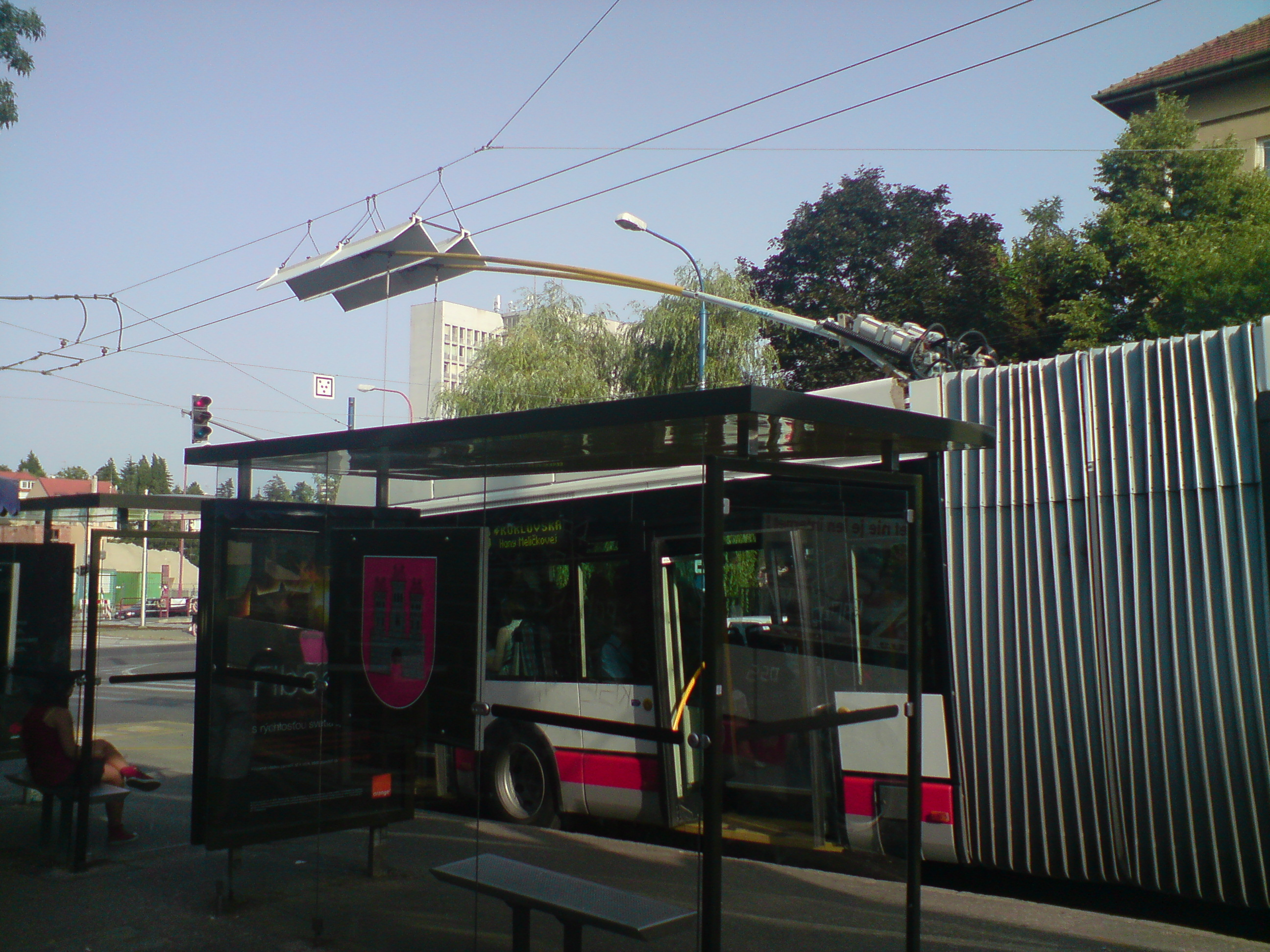
トロリーバスが停車するバス停（2008年撮影）

ブラチスラヴァ市内のトロリーバスの系統名については1980年以降200番台（213号線、214号線等）の数字が付けられていたが、1990年代以降増設された系統にはそれらの法則に拠らない路線バスとの共通番号が用いられており、2021年11月には200番台の番号が付けられていた系統についても同様の変更が実施されている。同月現在の系統は以下の通りである。
| 系統番号 | 起点           | 終点              | 備考     |
| -------- | -------------- | ----------------- | -------- |
| 33       | Riviéra        | Dlhé diely        |          |
| 40       | Hlavná stanica | Nové SND          |          |
| 42       | Červený most   | Cintorín Vrakuňa  |          |
| 44       | Búdková        | Koliba            |          |
| 45       | Červený most   | Nár. onkol. ústav |          |
| 47       | Červený most   | Zimný štadión     |          |
| 49       | Mliekarenská   | Nár. onkol. ústav |          |
| 49       | Mliekarenská   | NÚSCH             |          |
| 60       | Rádiová        | Rajská            |          |
| 64       | Jelačičova     | Valašská          |          |
| 71       | Hlavná stanica | Čiližská          |          |
| 72       | Rajská         | Čiližská          |          |
| N44      | Hodžovo nám.   | Koliba            | 深夜系統 |
| N47      | Hodžovo nám.   | Valašská          | 深夜系統 |
| N72      | Hodžovo nám.   | Čiližská          | 深夜系統 |

## 車両
2024年現在、ブラチスラヴァ市内のトロリーバスで使用されている営業用車両は以下の通り。これらに加え、過去に使用されていた車両の一部が保存されている。
| 形式                    | 両数 | 備考                                                      |
| ----------------------- | ---- | --------------------------------------------------------- |
| シュコダ25Tr イリスバス | 3両  | 連節バス ディーゼル発電機を搭載 2024年6月に定期運用を離脱 |
| シュコダ27Tr ソラリス   | 23両 | 連節バス 充電池を搭載                                     |
| シュコダ30Tr SOR        | 50両 | 15両は充電池を搭載(シュコダ30TrDG)                        |
| シュコダ31Tr SOR        | 70両 | 連節バス                                                  |
| シュコダ-ソラリス 24m   | 16両 | 二連節バス 充電池を搭載                                   |
| SOR TNS 12              | 11両 | 充電池を搭載                                              |

現有車両
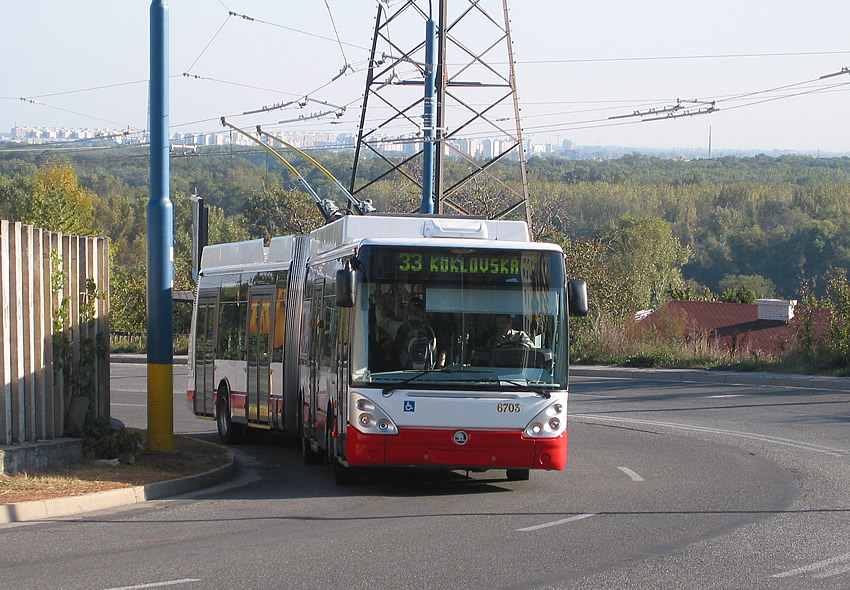
シュコダ25Tr イリスバス （2007年撮影）
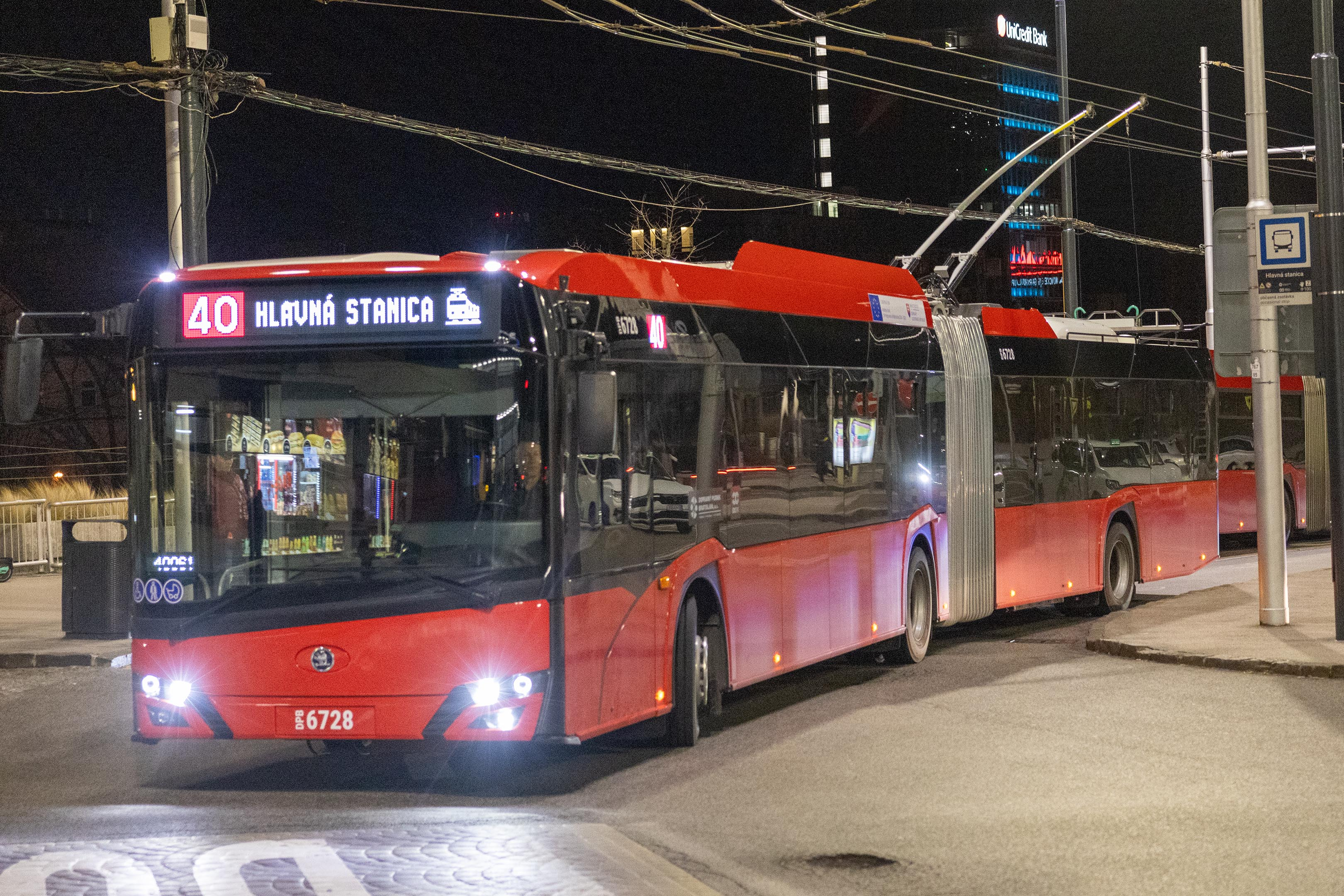
シュコダ27Tr ソラリス （2024年撮影）
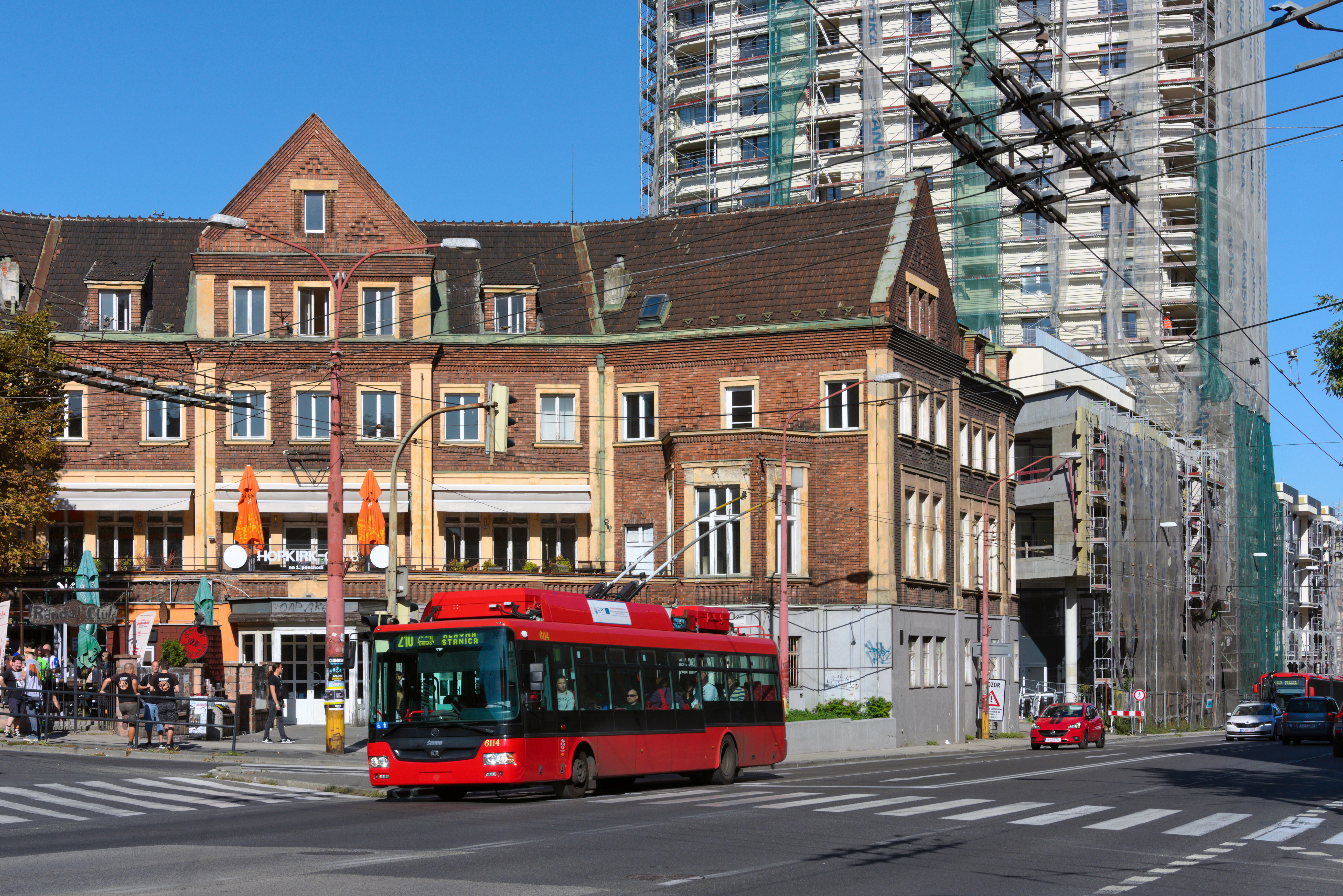
シュコダ30Tr SOR （2019年撮影）
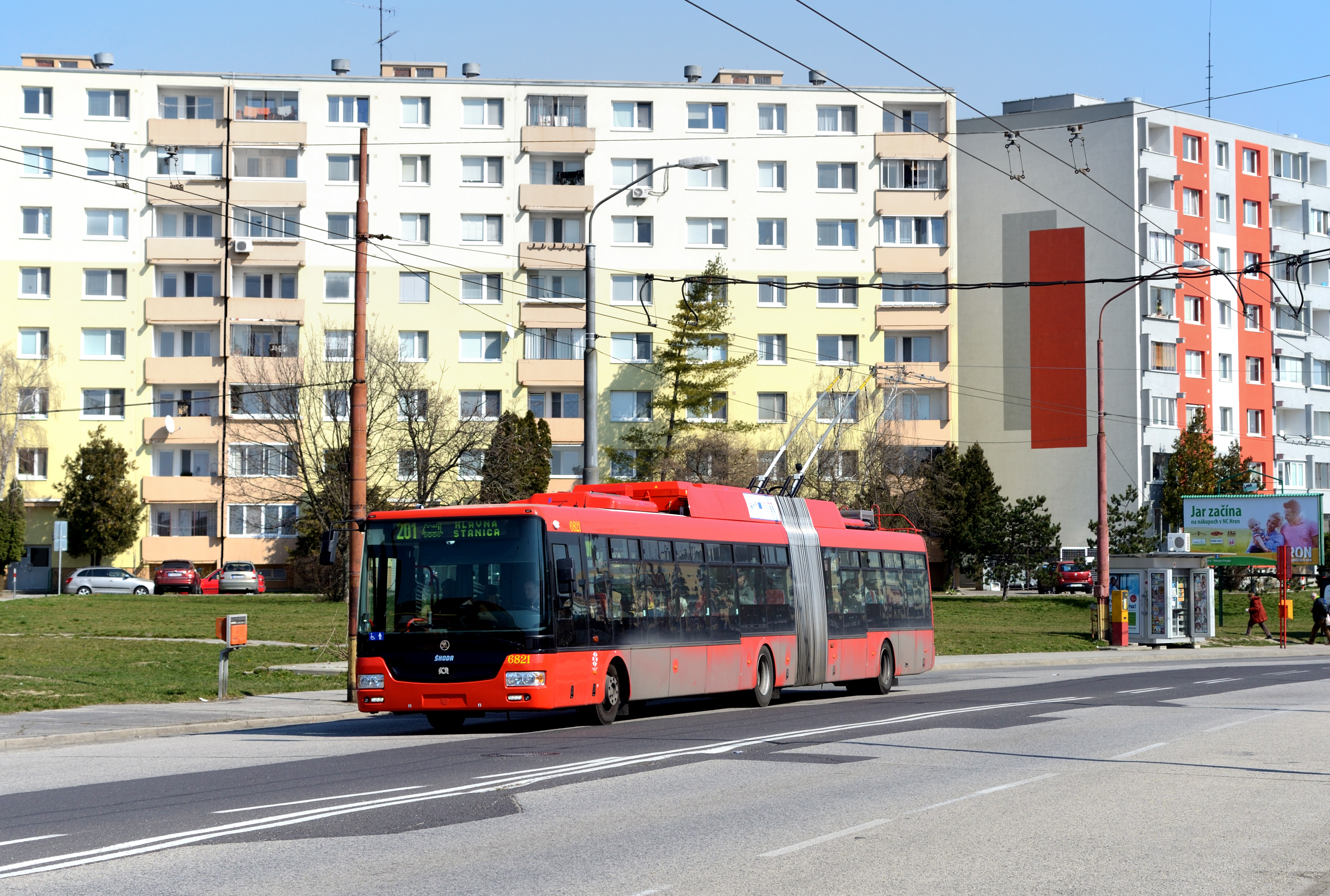
シュコダ31Tr SOR （2015年撮影）
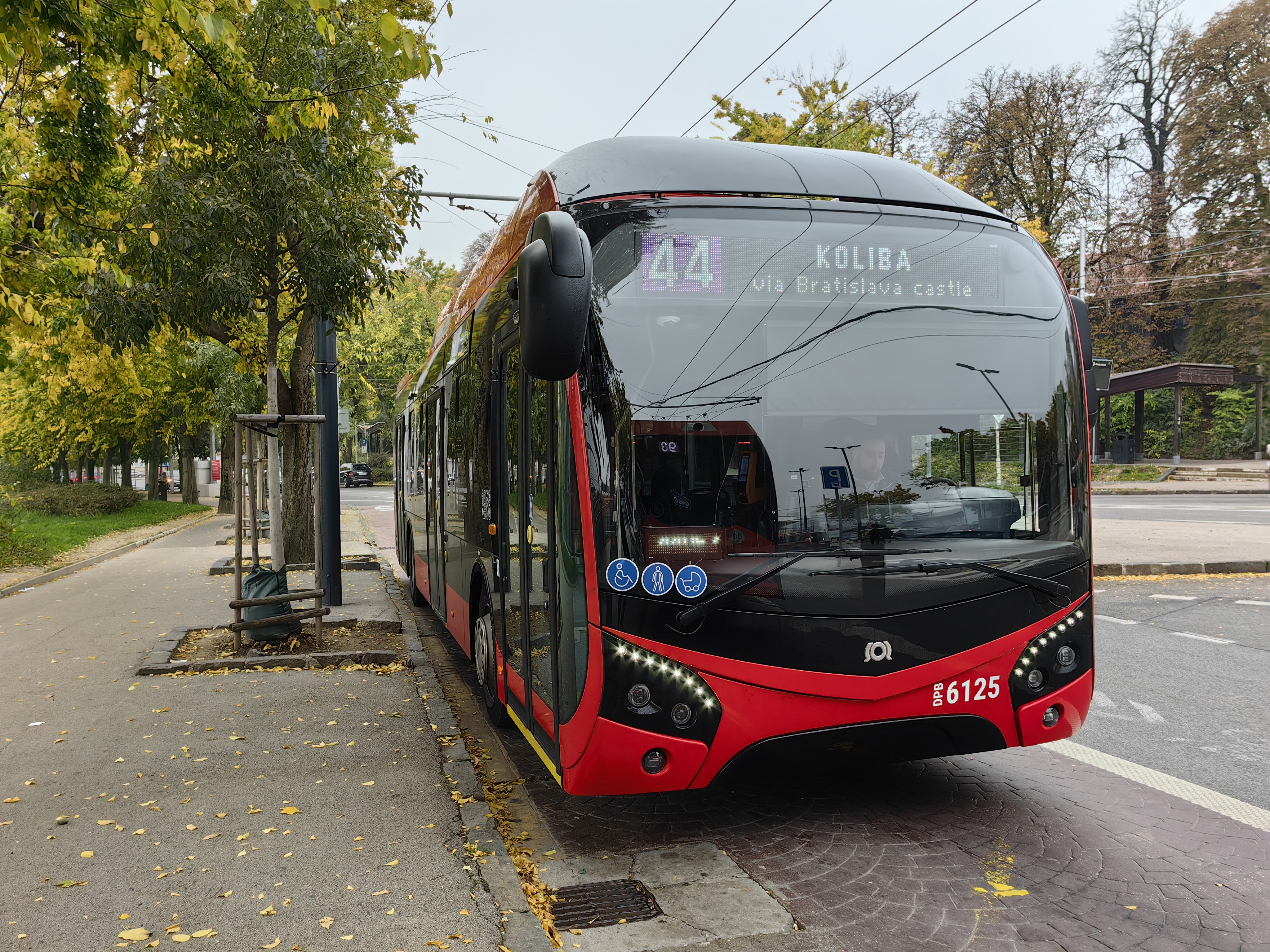
SOR TNS 12 （2024年撮影）

過去の車両・保存車両
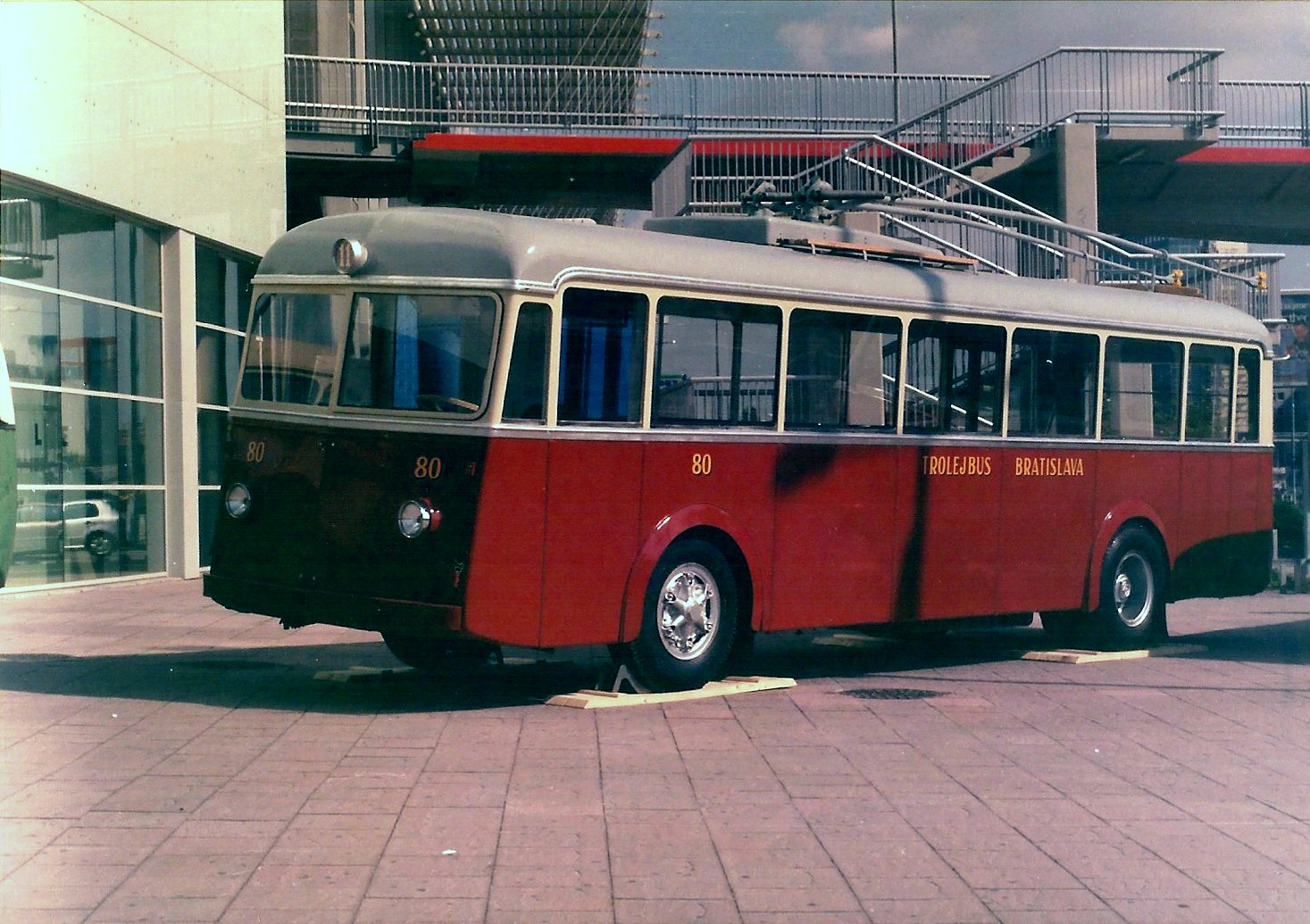
FBWエリコン Tr51 （2005年撮影）
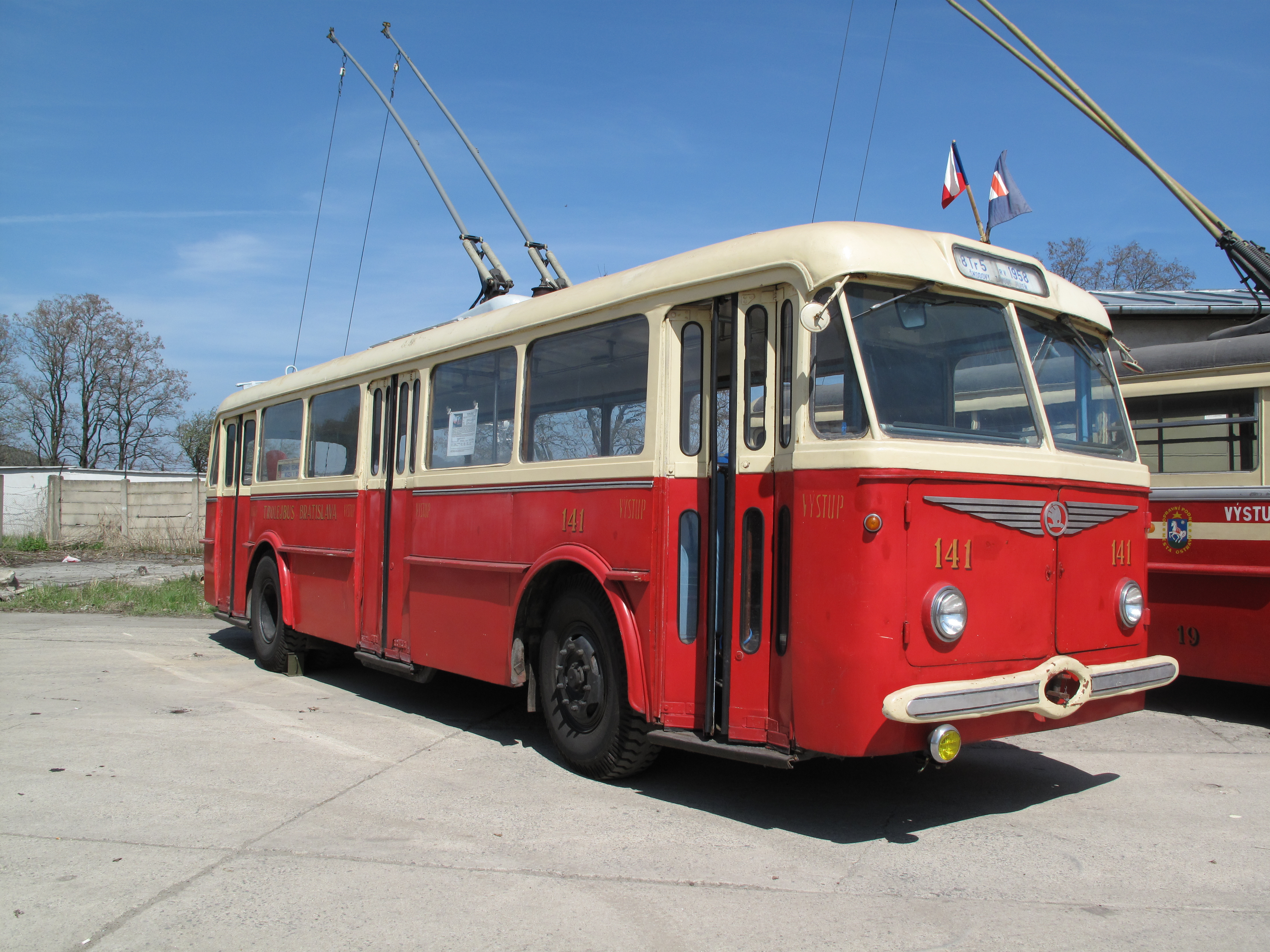
シュコダ8Tr （2010年撮影）
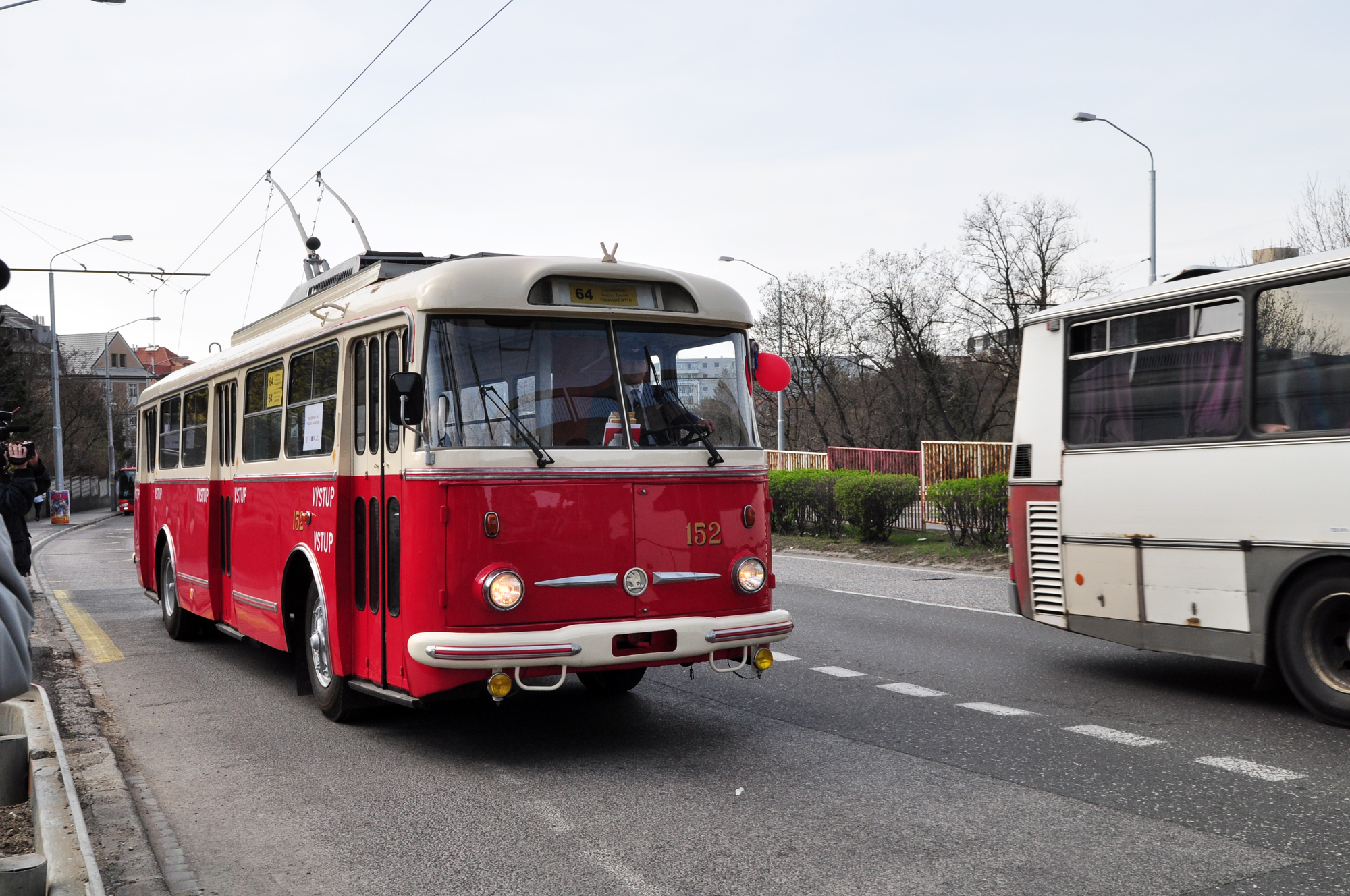
シュコダ9Tr （2012年撮影）
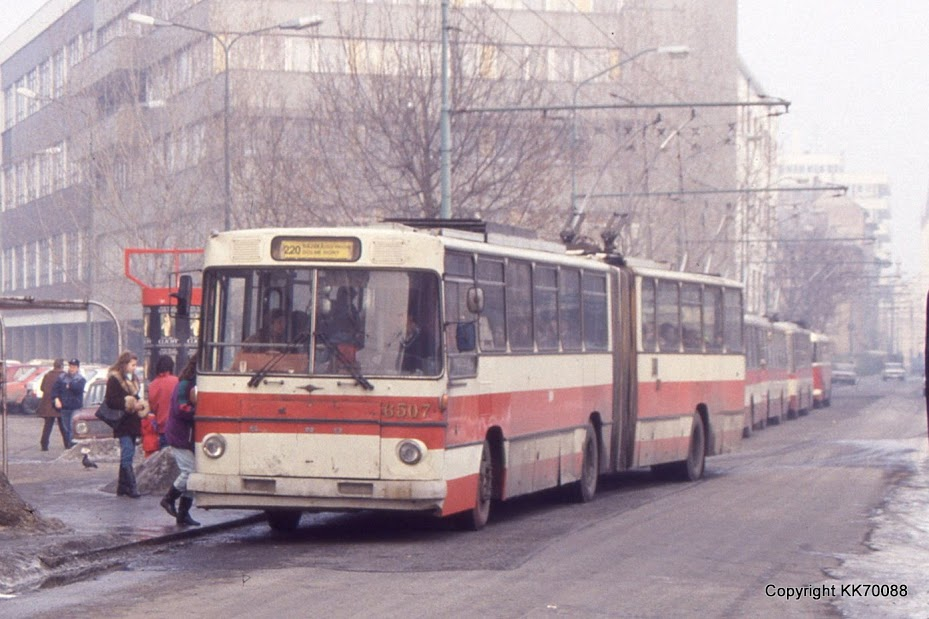
シュコダ-サノスS200 （1990年撮影）
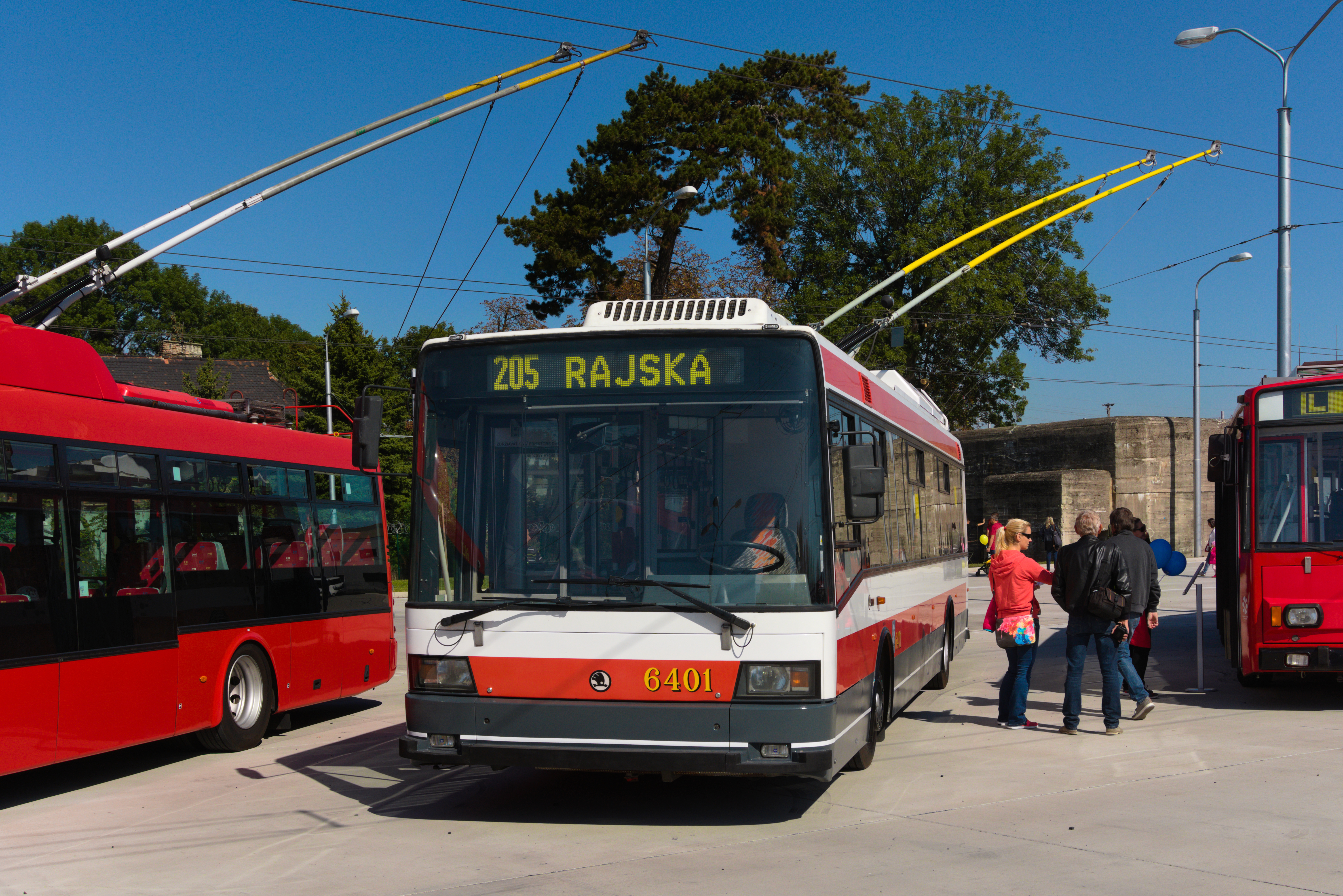
シュコダ21Tr （2019年撮影）
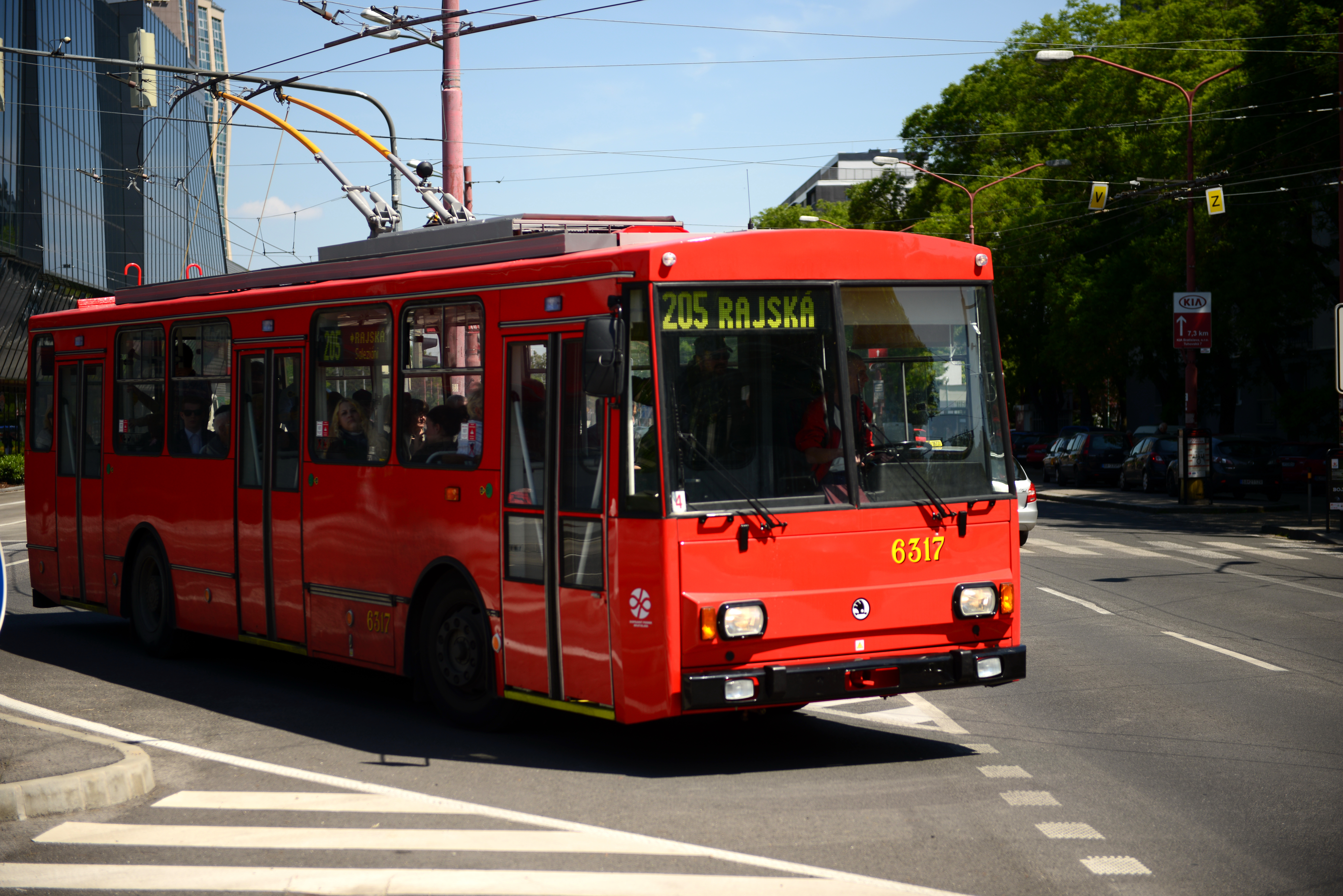
シュコダ14Tr （2014年撮影）
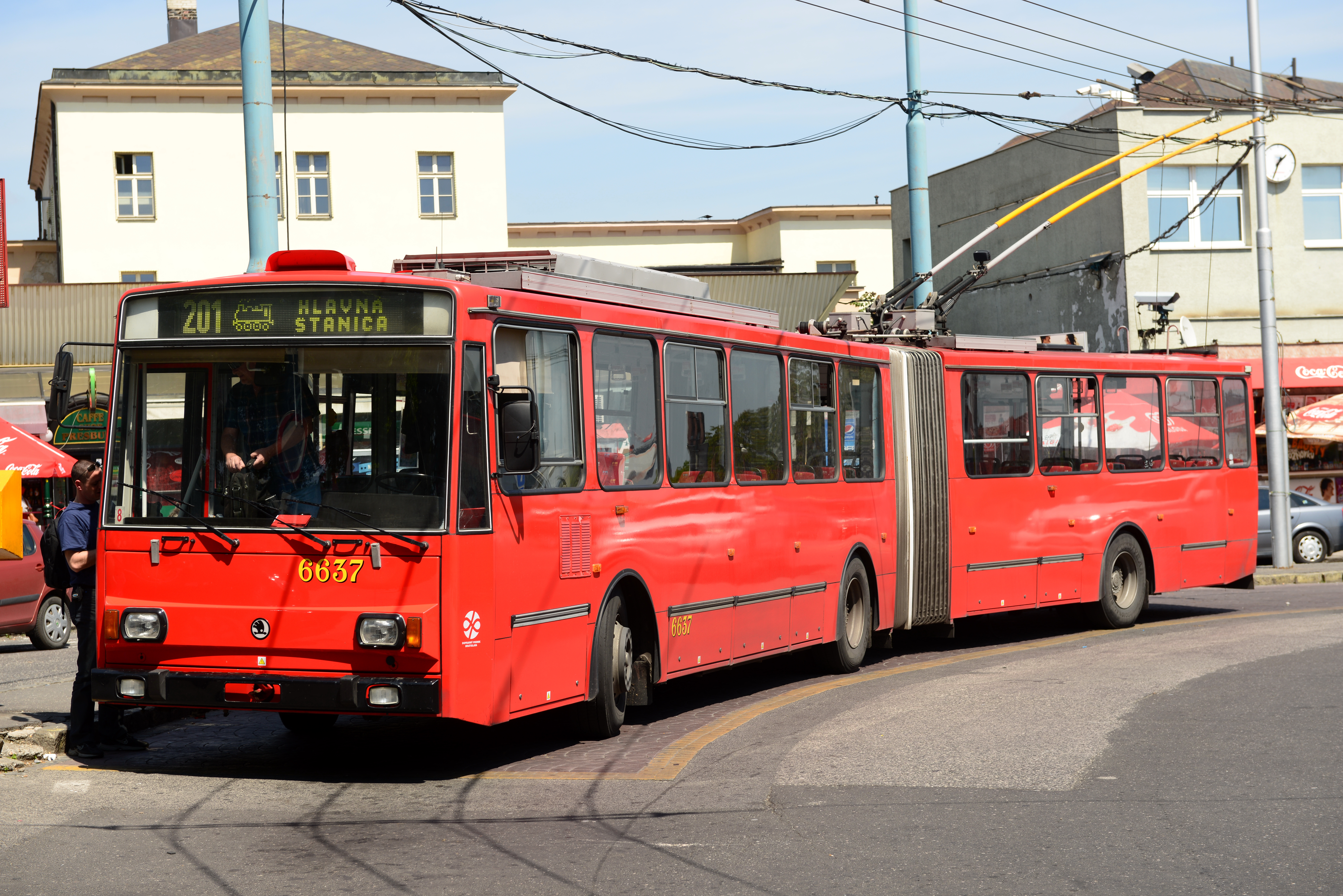
シュコダ15Tr （2014年撮影）